# 5565 Ukyounodaibu
5565 Ukyounodaibu este un asteroid din centura principală de asteroizi.

## Descriere
5565 Ukyounodaibu este un asteroid din centura principală de asteroizi. A fost descoperit pe 10 noiembrie 1991 la Yakiimo de Akira Natori și Takeshi Urata. Asteroidul prezintă o orbită caracterizată de o semiaxă mare de 2,81 ua, o excentricitate de 0,21 și o înclinație de 10,3° în raport cu ecliptica.